# 虎山街道 (乌兰察布市)
虎山街道，是中华人民共和国内蒙古自治区乌兰察布市集宁区下辖的一个乡镇级行政单位。总户数12346户，总人口36475人。

## 行政区划
虎山街道下辖以下地区：
虎山社区、建设街社区、建桥社区、东新建社区、旧福利社区、文化区社区、文化路社区、青山社区、工农路社区和友谊社区。